# Mustisaari (ö i Birkaland, Tammerfors, lat 61,54, long 24,47)
Mustisaari är en ö i Finland. Den ligger i sjön Längelmävesi och i kommunen Kangasala i den ekonomiska regionen Tammerfors och landskapet Birkaland, i den södra delen av landet, 150 km norr om huvudstaden Helsingfors. Öns största längd är 0,7 kilometer i öst-västlig riktning.